# Puerto Magú
Puerto Magú är en ort i Mexiko, tillhörande kommunen Nicolás Romero i delstaten Mexiko. Puerto Magú ligger i den centrala delen av landet och tillhör Mexico Citys storstadsområde. Orten hade 3 433 invånare vid folkmätningen 2010.